# Tatiana Cordero
Pour les articles homonymes, voir Cordero.
Tatiana Cordero Velázquez (née le 23 février 1961 à Quito, morte le 13 avril 2021 dans la même ville) est une militante féministe équatorienne, considérée comme l'une des premières personnes dans la lutte pour le droit des femmes et des LGBT dans le pays.

## Biographie
Avec l'activiste Nela Meriguet, elle crée l'Atelier de communication des femmes en 1989, une organisation féministe qui concentre ses efforts sur l'élaboration de cartes des cas de féminicides en Équateur et la promotion de projets éducatifs qui remettent en question l'hétéronormativité. Cordero est l'une des personnes qui dénoncent l'existence des cliniques de déshomosexualisation tant dans le pays qu'à l'étranger. Tatiana Cordero annonça être lesbienne.
En 1991, Cordero Velázquez coécrit le livre Nosotras, las señoras alegres (en français Nous, les femmes heureuses) avec les féministes équatoriennes Rosa Manzo Rodas et Marena Briones Velasteguí. Le livre se concentre sur la prostitution en Équateur, faisant référence aux expériences personnelles des travailleuses du sexe équatoriennes au sein de l'Association des femmes autonomes du 22 juin, un syndicat de travailleuses du sexe.
Au moment de sa mort, elle est directrice du Fonds d'action urgente pour l'Amérique latine et les Caraïbes, une entité qu'elle avait fondée.
Elle meurt le 13 avril 2021 des suites d'un cancer. Parmi les personnalités qui lui rendent hommage figurent la vice-présidente du Conseil des droits de Quito, Sybel Martínez, et la secrétaire municipale à la santé, Ximena Abarca.